# دویلز دیلات
دویلز دیلات (به لاتین: Doyle's Delight) یک کوه در بلیز است که در بلیز واقع شده‌است. دویلز دیلات ۱٬۱۲۴ متر بالاتر از سطح دریا واقع شده‌است.